# Das Leben ist ein Fest
Das Leben ist ein Fest (Originaltitel: Le sens de la fête) ist eine französische Filmkomödie der Regisseure Olivier Nakache und Éric Toledano aus dem Jahr 2017. Er kam am 5. Juli 2017 in die französischen Kinos. In Deutschland erschien der Film am 1. Februar 2018.

## Handlung
Der professionelle Hochzeitsplaner Max hat den Auftrag, mit seiner Crew die Hochzeit von Pierre und Héléna in einem Landschloss bei Paris auszurichten. Dabei laufen allerlei Dinge schief. Trotz allem Chaos kann die Hochzeit gerettet werden, und Max kann zudem seine Beziehungsprobleme in den Griff bekommen. Statt, wie beabsichtigt, seine Firma nach der Hochzeit an einen Investor zu übergeben, ernennt er seine „rechte Hand“ Adèle zur neuen Chefin.

## Hintergrund
Die Hochzeit wurde im Schloss Courances, 45 km südöstlich von Paris, gedreht.

## Rezeption
Andreas Staben von Filmstarts sah einen Film „mit vielen tollen Momenten“. Die Regisseure hätten „einen abwechslungsreichen und vielstimmigen Komödien-Choral“ orchestriert, „bei dem vereinzelte Misstöne immer wieder mit reichlich Verve überspielt werden“.

## Remake
Die Handlung wurde im deutschen Remake Ein Fest fürs Leben aufgegriffen. Für die Regie und das Drehbuch war Richard Huber verantwortlich. Der Film kam am 19. Oktober 2023 in die deutschen Kinos.

## Auszeichnungen und Nominierungen
Europäischer Filmpreis 2018
- Nominierung in der Kategorie Beste Komödie und für den Publikumspreis